# Fukuda Yuya
Fukuda Yuya (福田 湧矢 Fukuda Yūya, sinh ngày 4 tháng 4 năm 1999) là một cầu thủ bóng đá người Nhật Bản thi đấu cho Gamba Osaka ở J1 League.

## Sự nghiệp
Sau khi tốt nghiệp từ trường Trung học Higashi Fukuoka, Fukuda gia nhập Gamba Osaka thi đấu mùa giải J1 League 2018.  Anh ra mắt ngày 24 tháng 2 năm 2018 trong thất bại 3-2 trên sân nhà trước Nagoya Grampus khi anh vào sân thay cho Yajima Shinya ở phút thứ 60.

## Thống kê sự nghiệp
Cập nhật gần đây nhất: 11 tháng 6 năm 2018
| Thành tích câu lạc bộ | Thành tích câu lạc bộ | Thành tích câu lạc bộ | Giải vô địch | Giải vô địch | Cúp                   | Cúp                   | Cúp Liên đoàn | Cúp Liên đoàn | Châu lục | Châu lục  | Khác    | Khác      | Tổng cộng | Tổng cộng |
| Mùa giải              | Câu lạc bộ            | Giải vô địch          | Số trận      | Bàn thắng    | Số trận               | Bàn thắng             | Số trận       | Bàn thắng     | Số trận  | Bàn thắng | Số trận | Bàn thắng | Số trận   | Bàn thắng |
| Nhật Bản              | Nhật Bản              | Nhật Bản              | Giải vô địch | Giải vô địch | Cúp Hoàng đế Nhật Bản | Cúp Hoàng đế Nhật Bản | Cúp Liên đoàn | Cúp Liên đoàn | Châu Á   | Châu Á    |         |           | Tổng cộng | Tổng cộng |
| --------------------- | --------------------- | --------------------- | ------------ | ------------ | --------------------- | --------------------- | ------------- | ------------- | -------- | --------- | ------- | --------- | --------- | --------- |
| 2018                  | Gamba Osaka           | J1                    | 3            | 0            | 0                     | 0                     | 2             | 0             | -        | -         | -       | -         | 5         | 0         |
| Tổng cộng sự nghiệp   | Tổng cộng sự nghiệp   | Tổng cộng sự nghiệp   | 3            | 0            | 0                     | 0                     | 2             | 0             | -        | -         | -       | -         | 5         | 0         |

Thành tích đội dự bị
Cập nhật gần đây nhất: 11 tháng 6 năm 2018
| Thành tích câu lạc bộ | Thành tích câu lạc bộ | Thành tích câu lạc bộ | Giải vô địch | Giải vô địch | Tổng cộng | Tổng cộng |
| Mùa giải              | Câu lạc bộ            | Giải vô địch          | Số trận      | Bàn thắng    | Số trận   | Bàn thắng |
| Nhật Bản              | Nhật Bản              | Nhật Bản              | Giải vô địch | Giải vô địch | Tổng cộng | Tổng cộng |
| --------------------- | --------------------- | --------------------- | ------------ | ------------ | --------- | --------- |
| 2018                  | U-23 Gamba Osaka      | J3                    | 9            | 1            | 9         | 1         |
| Tổng cộng sự nghiệp   | Tổng cộng sự nghiệp   | Tổng cộng sự nghiệp   | 9            | 1            | 9         | 1         |